# August Klughardt
August Friedrich Martin Klughardt (30. listopadu 1847, Köthen – 3. srpna 1902, Dessau) byl německý dirigent a hudební skladatel. Studiu hudby se začal věnovat v 10 letech a první klavírní koncert hrál roku 1864. Roku 1866 odešel do Drážďan, kde pokračoval ve studiu hudby. Od roku 1867 dirigoval, působil v Poznani, Neustrelitzi a Lübecku. Od roku 1882 až do konce života byl hudebním ředitelem u dvora v Dessau. Jeho hudbu ovlivnili Ferenc Liszt a Richard Wagner, přesto je jeho skladatelské dílo celkově spíše konzervativní.